# シャブワ県
シャブワ県 (シャブワけん、アラビア語: شبوة Šabwa)は、イエメンの県。県都はアタクである。イエメン内戦中の2015年に、シャブワ県は戦場となった。8月15日に起きたシャブワ作戦と呼ばれるこの戦闘において、アブド・ラッボ・マンスール・ハーディー大統領派がフーシを破った。

## 隣接する県
- アビヤン県
- バイダー県
- マアリブ県
- ハドラマウト県

## 下位行政区画
シャブワ県は以下の17の地区に分かれる。
- Ain District
- Al Talh District
- Ar Rawdah District
- Arma District
- As Said District
- Ataq District
- Bayhan District
- Dhar District
- Habban District
- Hatib District
- Jardan District
- Mayfa'a District
- Merkhah Al Ulya District
- Merkhah As Sufla District
- Nisab District
- Rudum District
- Usaylan District